# Свобода (газета в США)
«Свобо́да» (англ. Svoboda, The Ukrainian Weekly) — найстарша у світі україномовна газета, що виходить безперервно (з 1893 року). Перша українська газета у США, одна з найстаріших українських газет у діаспорі. Офіційний орган Українського Народного Союзу.Архів газети для вільного доступу заблоковано.

## Історія
Спершу двотижневик, з 1894 — тижневик, з 1915 — тричі на тиждень, з 1921 — щоденник у США; ініціатор створення Руського, згодом Українського Народного Союзу, спочатку неофіційний і з 1908 його офіційний орган. З 15 вересня 1893 до червня 1895 виходила у Джерсі-Сіті, пізніше у Шамоківі, Маунт-Кармелі, Оліфанті, Скрентоні, з 1903 у Нью-Йорку, а з 1911 знову в Джерсі-Сіті.

## Редактори
Редакторами «Свободи» були о. Григорій Грушка (1893—1895), о. Нестор Дмитрів і о. Іван Констанкевич (1895—1897), о. Степан Макар (1897—1900), о. Іван Ардан (1900—1907), Антін Цурковський (1907—1909 і 1911), Йосип Стеткевич (1910 і 1912—1919), Володимир Лотоцький (1919—1926), Омелян Рев'юк (1926—1933), Лука Мишуга (1933—1955), Антін Драган (1955—1979), В. Тершаковець (1979—1980), Зенон Снилик (1980—1998), Р. Галешко (1998—2000), І. Яросевич (2000—2007), Рома Гадзевич (2007—2020), Андрій Нинка (від 2020).
З 1920-х років співредакторами «Свободи» були серед інших: Володимир Кедровський, Є. Ляхович, С. Демидчук; з 1950-х років Іван Коровицький, Лука Луців, І. Кедрин-Рудницький, В. Давиденко, Богдан Кравців, Михайло Сосновський.
У «Свободі» спіпрацювали українські діячі, письменники і журналісти, поміж ними Іван Франко, Михайло Павлик, Володимир Гнатюк, М. Лозинський, Богдан Лепкий, В'ячеслав Будзиновський, Анатоль Курдидик та інші.

## Правопис
До 1903 року «Свобода» виходила етимологічним, пізніше — фонетичним правописом. Зараз дотримується Харківського правопису. Наклад 19 000 (1973). З 1933 як додаток виходить англомовний «Український Тижневик» — «Ukrainian Weekly», у 1952—53 виходив і літературний додаток — недільне видання. При «Свободі» з'являються також неперіодично додатки еміграційних молодіжних, культурних і громадських організацій.

## Видавництво
У 1896—1906 «Свобода» видала серію популярних книжечок (45 назв), у 1914—16 — просвітніх листків («Видання „Просвіти“ Українського Народного Союзу», 24 назви), згодом кількадесят брошур а книжки поза серіями; з 1915 (разом з Українським Народним Союзом) — низку англомовних видань про Україну (їх авторами серед ін. були: М. Грушевський, Д. Донцов, Д. Дорошенко, Ю. Вернадський, В. Г. Чемберлен, Л. Мишуга, К. А. Меннінґ, А. Драган), у 1963—71 англомовну «Енциклопедію Українознавства» (у 2 тт., вид. НТШ, за ред. В. Кубійовича). У 1914—18 у видавництві «Свобода» виходив журнал для дітей «Цвітка», з 1954 — журнал «Веселка»; 1927—33 ж. для молоді «Juvenile Magazine».
«Свобода» з самих початків стояла виразно на українських національних позиціях, поборювала москвофільство, широко освітлювала і освітлює українське життя на еміграції і в Україні; відіграла видатну роль в поширенні національної свідомості серед українських імміґрантів у США і в їх організації, була головним ініціатором створення центральної української репрезентації, почавши від Американської Руської Народної Ради у 1914 до Українського Конгресового Комітету Америки у 1940, подеколи була їх трибуною чи й органом, підтримувала акції на допомогу Україні і в обороні українців, переслідуваних там окупаційними режимами.
До виникнення української преси і в Канаді, і в Бразилії, «Свобода» обслуговувала ці країни (постійні інформації: «Канадійська Русь» з 1896 і «Вісті з Бразілії», 1897). «Свобода» і її календарі є цінним — іноді єдиним — джерелом вивчення історії українського поселення в Північній і Південній Америці.
15 вересня 1963 року в місті Нью-Йорк (США) український тижневик «Свобода» відзначив своє 70-річчя. З цієї нагоди колектив видання привітали президент США Д. Кеннеді і губернатор Н. Рокфеллер.
На сайті газети «Свобода» розміщено архів усіх випусків газети, починаючи з найпершого. Доступ до архівних випусків — вільний, за винятком номерів газети за поточний рік, які доступні лише передплатникам.